# Mała Koszysta
Die Mała Koszysta ist ein Berg in der polnischen Hohen Tatra mit 2014 m im Massiv der Koszysta. Der Berg gehört zu den Gemeinden Poronin (Ortsteil Murzasichle) am Westhang und Bukowina Tatrzańska (Ortsteil Brzegi) am Osthang in der Woiwodschaft Kleinpolen im Landkreis Powiat Tatrzański.

## Lage und Umgebung
Unterhalb des Gipfels liegen zwei Täler, das Tal Dolina Pańszczyca im Westen und das Tal Dolina Waksmundzka im Osten.
Nördlich der Mała Koszysta liegt die Gęsia Szyja und südlich die Wielka Koszysta.

## Etymologie
Der polnische Name Mała Koszysta lässt sich als Kleine Koszysta übersetzen. Der Name rührt daher, dass die Mała Koszysta den niedrigsten Gipfel im Hauptmassiv der Koszysta darstellt.

## Flora und Fauna
Trotz seiner Höhe besitzt die Mała Koszysta eine bunte Flora und Fauna. Es treten zahlreiche Pflanzenarten auf, insbesondere hochalpine Blumen und Gräser. Neben Insekten und Weichtieren sowie Raubvögeln besuchen auch Bären, Wölfe, Luchse, Murmeltiere und Gämsen den Gipfel.

## Besteigungen
Erstbesteigungen:
- Sommer: unbekannt, Gipfel wohl bereits im 17. Jahrhundert von Hirten und Bergleuten besucht
- Winter: Witold Henryk Paryski und Stanisław Krystyn Zaremba, 17. April 1931

## Tourismus
Die Mała Koszysta stellt seit 1936 ein striktes Naturreservat dar. Sie ist für Wanderer nicht zugänglich. Auf den Gipfel führen keine markierten Wanderwege. Ehemalige Wanderwege sind bereits wieder zugewachsen.